# Trimetilsilanol
Trimetilsilanol (TMS) ou trimetil-hidroxisilano, é um silanol de fórmula química (CH3)3SiOH ou C3H10OSi.  É um composto de organossilício derivado do silano, subtituindo os quatro hidrogênios por três grupos metil e uma hidroxila. É um líquido orgânico volátil com ponto de ebulição na faixa 98.6-99 °C.
TMS é usado para aplicar coberturas hidrofóbicas em superfícies de silicato. Ele reage com os átomos de silício do substrato, cobrindo a superfície com uma camada de grupos metil. Um exemplo comercial é Magic Sand.
TMS é um contaminante comum em atmosferas de espaçonaves, em que sua presença é devida à degaseificação de materiais baseados em silicone. TMS é um produto potencial da hidrólise das cadeias de polidimetilsiloxano.
TMS e outros silanois são investigados como agentes antimicrobianos.